# Hakea maconochieana
Hakea maconochieana (лат.) — кустарник, вид рода Хакея (Hakea) семейства Протейные (Proteaceae), произрастает в Квинсленде (Австралия). Цветёт с апреля по сентябрь.

## Ботаническое описание
Hakea maconochieana — прямостоящий или широковетвящийся кустарник высотой, как правило, от 0,5 до 1,5 м. Листья шелковистые плоские, толстые, длиной от 7 до 13,5 см и шириной от 1,5 до 2,7 см. Цветёт с апреля по сентябрь и производит красное соцветие с приблизительно 100 цветками. Соцветие даёт 2—8 слабодревесных плодов, узких яйцевидных или эллиптических на удлинённых плодоножках.

## Таксономия
Впервые вид Hakea maconochieana был официально описан в 1999 году ботаником Лоуренсом Хэги в 1999 году в работе Appendix: Hakea и опубликован в Flora of Australia. Название вида дано в честь ботаника Джона Маконочи (англ. John Maconochie), который отвечал за Гербарий Алис-Спрингс с 1967 по 1984 год и проявлял большой интерес к хакеям.

## Распространение и местообитание
H. maconochieana —  эндемик нескольких изолированных областей в крайнем Юго-Западном регионе Квинсленда. Первоначально был известен из рассеянных мест на хребте Амбатхала в национальном парке Мариала недалеко от Адавале. Растёт на каменистой глинистой почве в рассеянных открытых сообществах Acacia stowardii.